# Giuseppe Sacconi

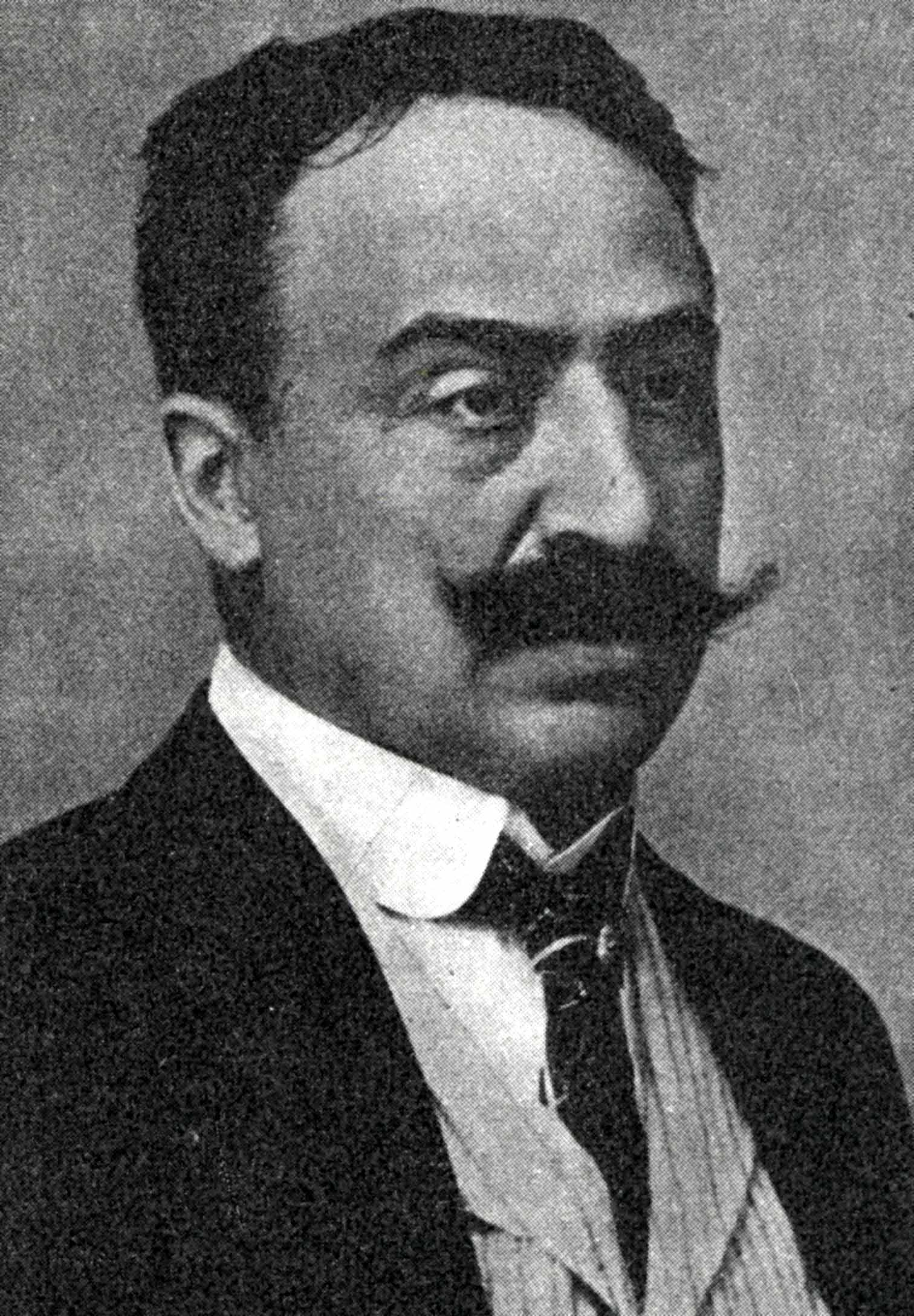
Giuseppe Sacconi

Giuseppe Sacconi (Montalto delle Marche, 5 juli 1854- Collegigliato, Pistoia, 23 september 1905) was een Italiaanse architect.  Hij is bekend geworden als ontwerper van het monument van Victor Emanuel II, in het centrum van Rome bij de Piazza Venezia.
Geboren te werkte hij met Carimini aan de restauratie van de Basilica della Casa Santa di Loreto. Hij won de wedstrijd die was uitgeschreven voor het ontwerp van het Victor Emanuel II-monument in 1884, en begon het volgende jaar eraan te bouwen. Pas verscheidene jaren na zijn dood werd het voltooid.  
- Biblioteca Nacional de España: XX1724903
- Gemeinsame Normdatei: 119014912
- International Standard Name Identifier: 0000 0000 9179 6454
- Library of Congress Control Number: nr92036563
- Nationale Bibliotheek van Israël: 987007455571105171
- RKD-Nederlands Instituut voor Kunstgeschiedenis: 69204
- Istituto Centrale per il Catalogo Unico: MILV109769
- Système universitaire de documentation: 097588911
- Union List of Artist Names: 500030613
- Virtual International Authority File: 87483567
- WorldCat: E39PBJxRwV7GJFTwhQ4CqDtBT3